# قائمة أطباق التونة
هذه قائمة بأطباق التونة الشهيرة وتتضمن الأطباق المُحضرة باستخدام التونة كمكون رئيسي، حيثُ تُستخدم في مجموعة متنوعة من الأطباق، بما في ذلك الأطباق الرئيسية، والشطائر، والسوشي، والسلطات، والمقبلات والحساء.

## القائمة
| اسم الطبق                 | الصورة | الوصف |
| ------------------------- | ------ | --- |
| كاندو كوكولو              |        | يُعرف أيضًا باسم كاري التونة، وهو طبق مالديفي تقليدي يتكون من شرائح التونة الملفوفة بالتوابل والمطهوة بحليب جوز الهند. |
| شطيرة التونة [الإنجليزية] |        | هي شطيرة مكونة من تونة مُعلبة، عادة ما تُحضر سلطة تونة [الإنجليزية] في البداية، ثم تُستخدم كمكون رئيسي للشطيرة. |
| سلطة نيسواز               |        | هي سلطة نشأت في مدينة نيس الفرنسية، وتتكون من تونة طازجة مطهية أو معلبة، إلى جانب مكونات أخرى. |
| تيكادون                   |        | هو طبق أرز ياباني يُقدم مع شرائح رقيقة من الساشيمي. يُحضَّر النوع الحار من مزيج من مكونات حارة، أو صلصة برتقالية حارة أو كليهما، وغالبًا ما يُضاف إليه البصل الأخضر.                                                                                    |
| موجاما [الإنجليزية]       |        | هو طبق ذو طعم فاخر من مطبق البحر الأبيض المتوسط، يتكون من شرائح تونة محفوظة بالملح، ويُوجد عادة في منطقتي مرسية والأندلس في إسبانيا، وبشكل خاص في ولبة وقادس، أو في البرتغال في منطقة الغرب.                                                       |
| ميي تشاكالانغ             |        | هو طبق من مطبخ ميناء حسن، يتكون من حساء العصائبية والتونة الوثابة. |
| نيغيتورو                  |        | هو طبق ياباني يتكون من لحم تونة نيء مفروم، يُقدم عادة كجزء من طبق السوشي أو فوق الأرز. |
| جاكالانغ فوفو             |        | هو طبق إندونيسي تقليدي من منطقة ميناهاسا في شمال سولاويسي، يتكون من تونة وثابة مُجففة ومدخنة ومُعلقة على إطار من الخيزران. |
| جاروديا                   |        | هو مرق سمك صافٍ، وواحد من الأطعمة الأساسية والتقليدية في المطبخ المالديفي. يعتمد هذا المرق على أنواع التونة الموجودة في مياه المحيطات الخاصة بالبلاد مثل تونة وثابة، أو تونة الزعنفة الصفراء، أو تونة البحر المتوسط أو تونة الفريجات [الإنجليزية]. |
| غوله                      |        | هو طبق مالديفي، يتكون من كرات صغيرة من العجينة المحشوة بمزيج من التونة، والبصل المفروم، وجوز الهند المبشور، وعصير الليمون والفلفل الحار. |